# Onuphre de Chio
Pour les articles homonymes, voir Onuphre.
Saint Onurphe néo-martyr à Chio, (1786 - 1818), est un saint de l'Église orthodoxe fêté le 4 janvier. Il aurait été originaire du village de Camproba dans la région de Tirnovo dans l'actuelle Bulgarie. 

Monastère de Chilandar où saint Onuphre était moine

## Hagiographie
Selon la légende; durant sa jeunesse, après une dispute avec sa famille, il déclara qu'il allait se convertir à l'Islam. Toutefois, il se repentit de ces paroles de colère et devint moine dans un des monastères du mont Athos, celui de Hilandar qui est le monastère serbe de la Sainte-Montagne.
Il fut ordonné diacre. Désireux d'effacer la menace d'apostasie qu'il avait proféré à l'âge de huit ans, il alla se placer sous la direction spirituelle de l'ancien Nicéphore qui avait déjà préparé plusieurs saints au martyre. Il devint donc moine de la skite athonite de Saint-Jean-Prodrome, auprès de Nicéphore.
Avec la bénédiction de son ancien, il se rend ensuite sur l'île de Chio parce que c'était sur cette île que saint Marc de Smyrne avait accompli son martyre dix-sept ans auparavant.
Après avoir participé aux saints mystères du Jeudi saint, le soir venu, il revêtit un habit local et alla se présenter devant les Turcs en se proclamant chrétien, se moquant ouvertement de Mahomet.
Il fut alors emprisonné, et décapité le 4 janvier 1818. Il avait trente-deux ans.
On ne retrouva jamais son corps, qui aurait été jeté dans la mer.

## Source bibliographique
- Macaire de Simonospétra, Le Synaxaire, vies des saints de l'Église orthodoxe, Thessalonique, 1988, tome 2. En français.